# (38096) 1999 JF11
1999 JF11 (asteroide 38096) é um asteroide da cintura principal. Possui uma excentricidade de 0.18142190 e uma inclinação de 1.67877º.
Este asteroide foi descoberto no dia 9 de maio de 1999 por Korado Korlević em Visnjan.